# Họa bì 2
Họa bì 2 (giản thể: 画皮II; phồn thể: 畫皮II; bính âm: Huà Pí Èr) là một bộ phim hành động giả tưởng do Trung Quốc sản xuất năm 2012, do Ô Nhĩ Thiện làm đạo diễn, Trần Quốc Phú đồng sản xuất, với sự tham gia của các diễn viên gồm Trần Khôn, Triệu Vy, Châu Tấn, Dương Mịch, Phùng Thiệu Phong, Phí Tường và Trần Đình Gia. 
Phim chính thức khởi chiếu vào ngày 28 tháng 6 năm 2012 tại Trung Quốc và ngày 24 tháng 8 năm 2012 tại Việt Nam dưới định dạng 3D.

## Tóm tắt
Chuyện phim xảy ra sau sự kiện trong Họa bì 1. Tiểu Duy lúc này vì vi phạm nguyên tắc của yêu giới nên bị giam cầm tại hồ băng lạnh giá, và rồi nàng được Tước Nhi giải thoát. Để trở thành người, Tiểu Duy phải tìm được ai đó tình nguyện dâng trái tim cho cô, trong quá trình tìm kiếm cô gặp được Tĩnh công chúa rồi cả hai người cùng đến Bạch Thành, nơi có quân triều đình đồn trú do tướng quân Hoắc Tâm đứng đầu với nhiệm vụ canh phòng sự xâm nhập của quân nước Thiên Lang. Hoắc Tâm vốn là cận vệ của Tĩnh công chúa, Tĩnh công chúa yêu anh nhưng bị cự tuyệt do thân phận không xứng đáng, một phần do Hoắc Tâm bị Tiểu Duy sử dụng ma thuật mê hoặc và cảm giác tội lỗi vì không bảo vệ được Tĩnh công chúa khiến dung mạo của nàng bị hủy hoại trong một lần hai người đi săn gấu vào năm nàng 15 tuổi. Để Hoắc Tâm yêu mình, Tĩnh công chúa chấp nhận mượn bộ da của Tiểu Duy trong vòng 6 canh giờ nhằm có được một dung nhan mỹ lệ có thể mê hoặc bất kỳ người đàn ông nào. Tĩnh công chúa mang bộ da của Tiểu Duy trên người và đi gặp người mình yêu là Hoắc Tâm, sau 6 canh giờ công chúa trả lại bộ da của Tiểu Duy và khôi phục lại dung mạo của mình. Công chúa thấy Hoắc Tâm say mê dung mạo của Tiểu Duy thì hết sức tức giận muốn Hoắc Tâm giết chết Tiểu Duy nhưng anh u mê không bằng lòng.
Để giữ hòa hiếu giữa triều đình và nước Thiên Lang, nhà vua quyết định gả Tĩnh công chúa cho vương tử nước này. Nhưng do Tĩnh công chúa cự tuyệt hôn ước nên quân nước Thiên Lang do lão phù thủy cầm đầu đã tấn công Bạch Thành để cướp công chúa về. Hoắc Tâm đã chiến đấu anh dũng để bảo vệ công chúa nhưng cuối cùng bị thương, công chúa giả vờ đồng ý thành hôn với vương tử nước Thiên Lang. Nàng tình nguyện dâng trái tim cho Tiểu Duy để Tiểu Duy có thể hóa kiếp thành người, còn nàng lấy bộ da của Tiểu Duy, chấp nhận trở thành yêu quái để được sống trọn đời bên Hoắc Tâm. Tiểu Duy mang dung mạo của Tĩnh công chúa sang nước Thiên Lang để thành hôn.
Hoắc Tâm cuối cùng phát hiện ra việc Tĩnh công chúa và Tiểu Duy hoán đổi thân xác cho nhau. Anh tự hủy hoại đôi mắt của mình để chứng minh tình yêu với Tĩnh công chúa. Cũng như không muốn công chúa sống đời yêu quái nên đã mang nàng sang nước Thiên Lang tìm Tiểu Duy để đòi lại trái tim. Thật không may, nước Thiên Lang cầu thân công chúa chỉ vì muốn lấy trái tim của nàng để cứu sống cho vương tử nước họ, người này trước kia đã bị Tiểu Duy móc mất trái tim. Hoắc Tâm một mình đánh bại được quân lính nước Thiên Lang cùng với lão phù thủy, cứu được Tiểu Duy. Cảm động trước chân tình của Hoắc Tâm dành cho Tĩnh công chúa, Tiểu Duy đã tình nguyện trả lại trái tim cho công chúa. Vào thời khắc nhật thực xảy ra, Tiểu Duy hòa làm một cùng thân xác của công chúa. Cuối cùng, công chúa trở lại thành người với khuôn mặt không còn bị sẹo và rồi cùng Hoắc Tâm sống hạnh phúc.

## Diễn viên
| Diễn viên             | Vai                         | Miêu tả |
| Châu Tấn              | Tiểu Duy                    | Hồ ly tinh quyến rũ |
| Trần Khôn             | Hoắc Tâm                    | Được chọn vào Vũ Lâm năm 14 tuổi, trở thành cận vệ riêng của Tĩnh công chúa |
| Triệu Vy              | Tĩnh công chúa              | Công chúa ám ảnh đã bỏ đi mà không nhận được câu trả lời của Hoắc Tâm, và bị biến dạng bởi cuộc tấn công của gấu đen.                                                                   |
| Phùng Thiệu Phong     | Bàng Lang                   | Người bắt quái vật lang thang, một người ít nói, có mối quan hệ với Tước Nhi |
| Dương Mịch            | Tước Nhi                    | Chú chim nhỏ chưa trưởng thành, có quan hệ với Bàng Lang |
| Phí Tường             | Võ sư Thiên Lang quốc       | Đại pháp sư tà ác |
| Trần Đình Gia         | Nữ vương Thiên Lang quốc    | Để cứu vãn yêu cầu kết hôn với Tĩnh công chúa của em trai, bề ngoài là trên danh nghĩa kết hôn, nhưng thực ra đó chỉ là vì trái tim của Tĩnh công chúa để thực hiện nghi lễ tái sinh.。 |
| Lỗ Nặc                | Vương tử Thiên Lang quốc    | Hậu duệ của Vương quốc Thiên Lang |
| Lưu Gia Huy           | Đạt Thúc                    | Cha nuôi của Hoắc Tâm |
| Trương Nghệ Sang      | Công Tôn Báo                | Chết vì Hoắc Tầm. |
| Quan Hiểu Đồng        | Tĩnh công chúa (niên thiếu) | |
| Tần Tuấn Kiệt         | Hoắc Tâm (niên thiếu)       | |
| Du Bổn Xương          | Người luyện đan             | |
| Mạt Hà Đề Khổ Nhĩ Tây | Mật thám Thiên Lang quốc    | |
| Tôn Kiến Khuê         | Kiến Lăng hầu Hứa An        | Kiến Lăng hầu, hộ tống Tĩnh công chúa để kết hôn ở Thiên Lang quốc, và bị đầu độc chết sau khi uống rượu chào mừng.                                                                     |
| Từ Trùng              | Thủ lĩnh Thiên Lang quốc    | |
| Morgan Benoit         | Nô lệ sói nước Thiên Lang   | |
| Hải Bình              | Tiểu Duy ôn ti              | |
| Sắc Trân              | Tĩnh công chú ôn ti         | |

## Âm nhạc
Ca khúc cuối phim vẫn là Họa tâm (được sử dụng trong Họa bì 1) do Trương Lương Dĩnh trình bày. Ngoài ra, phim còn nổi tiếng với ca khúc Họa Tình do nữ ca sĩ Diêu Bối Na (mất ngày 16/1/2015) thể hiện.

## Đón nhận
Họa bì 2 sau khi ra mắt đã trở thành một trong 10 bộ phim dẫn đầu về doanh thu trong lịch sử Trung Quốc. Sau 16 ngày công chiếu đã thu về 98 triệu USD tiền vé, gần bằng tổng doanh thu phòng vé của Đường Sơn đại địa chấn năm 2010. Tuy nhiên, Họa bì 2 đạt doanh thu cao chủ yếu do dàn diễn viên ngôi sao (Trần Khôn, Triệu Vi, Châu Tấn, Dương Mịch), do chiến thuật tuyên truyền và thời điểm ra mắt đúng vào dịp học sinh, sinh viên Trung Quốc nghỉ hè và bắt đầu với những kế hoạch tiêu pha, giải trí, còn chất lượng phim được đánh giá là "chỉ trên mức trung bình", tình tiết thiếu chiều sâu, nhân vật nhạt nhẽo, tạo hình cũng bị cho là "bắt chước phim Hollywood", câu khách nhờ các cảnh nóng giữa Triệu Vi và Châu Tấn. Thành công của Họa bì 2 bị đánh giá là "tin vui đáng xấu hổ" của điện ảnh Hoa ngữ.